# Regering-Maraite I
De regering-Maraite I (11 november 1986 - 13 november 1990) was de tweede regering van de Duitstalige Gemeenschap, onder leiding van Joseph Maraite. De regering bestond uit de twee partijen: CSP en PFF. Ze volgde de regering-Fagnoul op, na de verkiezingen van 26 oktober 1986 en werd opgevolgd door de regering-Maraite II, die gevormd werd na de verkiezingen van 28 oktober 1990.

## Verloop

### Sociaal beleid
De klemtoon van deze regering heeft vanaf het begin op het sociale beleid gelegen. In de eerste plaats ging de aandacht naar de verdere opleiding voor de werklozen. Daarvoor werd er een samenwerkingsakkoord gesloten met de Franstalige Gemeenschap en het Waals Gewest. Een tweede klemtoon lag op de infrastructuur voor de gezondheidszorg: ziekenhuizen, ouderlingen- en rusthuizen. Ouderen en zieken moesten ook in hun eigen taal geholpen worden, terecht kunnen waar men hen begrijpt. 
Naast het sociale beleid, ijverde de regering-Maraite I voor meer bevoegdheden. Ze wilde graag bevoegd zijn voor ruimtelijke ordening, toerisme en monumentenzorg. Een zaak waar ze tijdens de regeerperiode voor pleitte in Brussel.

### Stoelen-incident
Op 6 oktober 1989 speelde er zich een gênant incident voor, voor de executieve van de Duitse gemeenschap. Toen kwamen de gemeenschapsministers van Onderwijs, Daniël Coens, Yvan Ylieff en Bruno Fagnoul, samen op de Europese ministerraad in Luxemburg. Daarnaast nam ook de staatssecretaris voor Europese aangelegenheden Paul De Keersmaeker deel aan de Belgische delegatie. Maar er waren slechts drie stoelen voorzien. Voor dit probleem kon geen oplossing gevonden worden en uiteindelijk verliet de Duitstalige minister Fagnoul de zitting.
De executieve heeft hier scherp tegen geprotesteerd en kwam hiervoor in spoedvergadering bijeen. Inzake de Belgische vertegenwoordiging op Europese bijeenkomsten stelde de Duitse executieve nu voor dat de drie Belgische gemeenschapsministers het exclusieve vertegenwoordigersrecht voor België hebben op informele ministerbijeenkomsten. Eén van de drie gemeenschapsministers is, volgens een beurtrol, dan de woordvoerder van het gemeenschappelijke Belgische standpunt. Deze woordvoerder wordt bijgestaan door een afgevaardigde van zijn eigen gemeenschap (bv. zijn kabinetschef) en van een minister van de nationale regering die als enige stemrecht heeft. Op die manier kon elke gemeenschap afzonderlijk, bij beurtrol de drie gemeenschappen vertegenwoordigen.

## Samenstelling
| Ambtsbekleder      | Ambtsbekleder              | Ambtsbekleder                       | Ministerie                                                             | Termijn                             | Partij |
| ------------------ | -------------------------- | ----------------------------------- | ---------------------------------------------------------------------- | ----------------------------------- | ------ |
|                    | Joseph Maraite (1949-2021) |                                     | Minister-president                                                     | 11 november 1986 - 13 november 1990 | CSP    |
|                    | Bruno Fagnoul (1936-2023)  |                                     | Minister Vorming, Culturele Activiteiten en Media                      | 11 november 1986 - 13 november 1990 | PFF    |
| Minister Onderwijs | Bruno Fagnoul (1936-2023)  | 30 augustus 1989 - 13 december 1990 |                                                                        |                                     | PFF    |
|                    | Mathieu Grosch (1950)      |                                     | Minister Jeugd, Sport, Volwassenenonderwijs en Sociale Aangelegenheden | 11 november 1986 - 13 november 1990 | CSP    |

### Herschikkingen
- Op 30 augustus 1989 krijgt Bruno Fagnoul (PFF) er de bevoegdheid Onderwijs bij.

Fagnoul · 
Maraite I · 
Maraite II · 
Maraite III · 
Lambertz I · 
Lambertz II · 
Lambertz III ·
Paasch I · 
Paasch II · 
Paasch III